# Canal+ Kuchnia
Canal+ Kuchnia – telewizyjny kanał tematyczny nadawany od 30 września 2006, poświęcony w całości tematyce kulinarnej. Jest to pierwsza stacja o tej tematyce, emitowana w Polsce.

## Historia
Kanał powstał w 2006 roku. Emisję rozpoczęto 30 września 2006 roku. 11 listopada 2011 roku dotychczasowy kanał Kuchnia.tv otrzymał nową nazwę Kuchnia+, oraz uruchomiono sygnał w jakości HDTV. Nadawcą kanału jest Canal+ Polska S.A., a program jest dostępny w ofercie platform satelitarnych Canal+, Polsat Box (od 6 grudnia 2021 roku) oraz w wybranych sieciach telewizji kablowej na terenie całego kraju. 1 września 2014 roku zmieniono oprawę graficzną kanału wraz z innymi kanałami tematycznymi Canal+. 15 kwietnia 2021 roku kanał wystartował pod nową nazwą - Canal+ Kuchnia. Kanał stanowi konkurencję dla Food Network.

## Program stacji
W programie stacji znajdują się zarówno propozycje polskie, jak i zagraniczne. W ciągu dnia emitowane są programy poradnikowe, przepisy na ekspresowe dania, pomysły na dania dla dzieci. Wieczorami nadawane są filmy dokumentalne, kulinarne podróże, programy typu reality show, seriale oraz filmy fabularne. W ramach oferty wieczornej codziennie emitowana jest inna seria tematyczna: Poniedziałek – „Kolacje Mistrzów”, Wtorek – „Slow Food”, Środa – „Dokumenty”, Czwartek – „Restauracje”, Piątek – „Impreza”, Sobota – „Podróże”, a Niedziela – „Zbliżenia”.
Szefowie kuchni i eksperci kulinarni występujący na antenie Canal+ Kuchnia:
- Zagraniczni: m.in. Heston Blumenthal, Jamie Oliver, Anthony Bourdain, Sophie Dahl, Rick Stein, Nigel Slater
- Polscy: m.in. Tomasz Jakubiak, Andrzej Polan, Marieta Marecka, Adam Borowicz, Jagna Niedzielska.

## Logo
| Okres                                | Opis | Logo |
| ------------------------------------ | --- | ---- |
| 30 września 2006 - 10 listopada 2011 | Wersja 1: Czarny napis ,,kuchnia.tv'', tyle że litera ,,u'' i napis ,,tv'' koloru zielonego. Wersja 2: Biały napis ,,kuchnia.tv'' w zielonym prostokącie. |      |
| 11 listopada 2011 - 31 sierpnia 2014 | Czarny prostokąt i trójwymiarowy zielony prostokąt z białym napisem ,,kuchnia+".                                                                          |      |
| 1 września 2014 - 14 kwietnia 2021   | Dwa zielone kółka przypominające łamany talerz i szary prostokąt z białym napisem ,,Kuchnia+".                                                            |      |
| od 15 kwietnia 2021                  | Biały napis "CANAL+" w czarnym prostokącie, a pod nim zielony prostokąt z białym napisem "KUCHNIA". Na ekranie logo półprzezroczyste.                     |      |